# Balears (província romana)

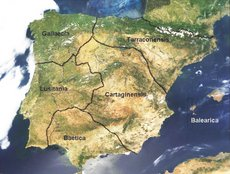
Divisió provincial de Dioclecià del 298, amb sis províncies a les quals s'afegeix la Tingitana per constituir la Diòcesis Hispaniarum.

Balears fou un província romana creada el segle iv dC que comprenia les Illes Gimnèsies i les Pitiüses. Les Pitiüses foren una antiga possessió fenícia, mentre que les Gimnèsies restaren a l'òrbita de Cartago fins a la destrucció de la República cartaginesa, influència de la qual hi ha restes a la ciutat de Maó (nom probablement derivat de Magó) i en diversos illots on els púnics establiren factories i santuaris.
Després de la desfeta cartaginesa a la Tercera Guerra Púnica el 146 aC, van romandre independents i els seus famosos foners, que abans van servir com a mercenaris amb els cartaginesos ho van fer amb els romans. Acusats els illencs d'afavorir la pirateria, foren conquerides pel cònsol romà Quint Cecili Metel Baleàric vers el 123 aC, que hi va establir uns tres mil romans part d'ells d'Hispània, i va fundar Palma i Pol·lència (Alcúdia). Les Gimnèsies, juntament amb les Pitiüses, van romandre integrades primer dins la Cartaginense i més tard dins la Tarraconense. Sota Neró, una inscripció esmenta al Prefectus Prae (o Pro) Legato insularum Baliarum. No es van constituir com a província separada fins al 395.
A partir dels atacs bàrbars, del segle v la seva història es troba poc documentada, però estigué sota domini vàndal (455-534) i posteriorment sota dominació romana d'Orient. Les seves relacions amb l'Imperi d'Orient als segles viii i ix són un complet misteri, i únicament es tenen informacions sobre atacs pirates àrabs i normands i unes relacions poc clares amb l'Imperi Carolingi. Els àrabs van ocupar les Balears l'any 903 i van conservar-ne el domini fins a la conquesta catalana.